# دهستان اشترینان
دهستان اشترینان یکی از سه دهستان بخش اشترینان از توابع شهرستان بروجرد است. این دهستان در مرکز این بخش قرار گرفته و مشتمل بر شهر اشترینان و روستاهای حومه آن است. ساکنان این ناحیه بیشتر با زبان لری لری سیلاخوری تکلم می‌کنند.

## جمعیت
بنابر سرشماری مرکز آمار ایران، جمعیت دهستان اشترینان در سال ۱۳۸۵ برابر با ۵۶۹۹ نفر بوده‌است که از این میان ۲۹۲۵ نفر مرد و بقیه زن بوده‌اند. این دهستان ۱۵۰۳ خانوار دارد.